# Staatsgalerie Stuttgart
Staatsgalerie Stuttgart – muzeum i galeria sztuki w Stuttgarcie.

## Historia
Budowę siedziby Królewskiej Szkoły Sztuk Pięknych w Stuttgarcie zlecił architektowi Georgowi Gottlobowi Barthowi król Wilhelm I Wirtemberski. Budynek wzniesiono w latach 1838–1843. Dwa nowe skrzydła powstały w latach 1881–1887. Galeria powstała w 1906 roku jako „Stuttgarter Galerieverein”. W 1930 zmieniono nazwę na „Staatsgalerie”. Budynek uległ zniszczeniu w czasie II wojny światowej. Ponowne otwarcie nastąpiło w 1958 roku. W latach 1979–1984 powstała Neue Staatsgalerie z własną siedzibą.

## Galeria obrazów

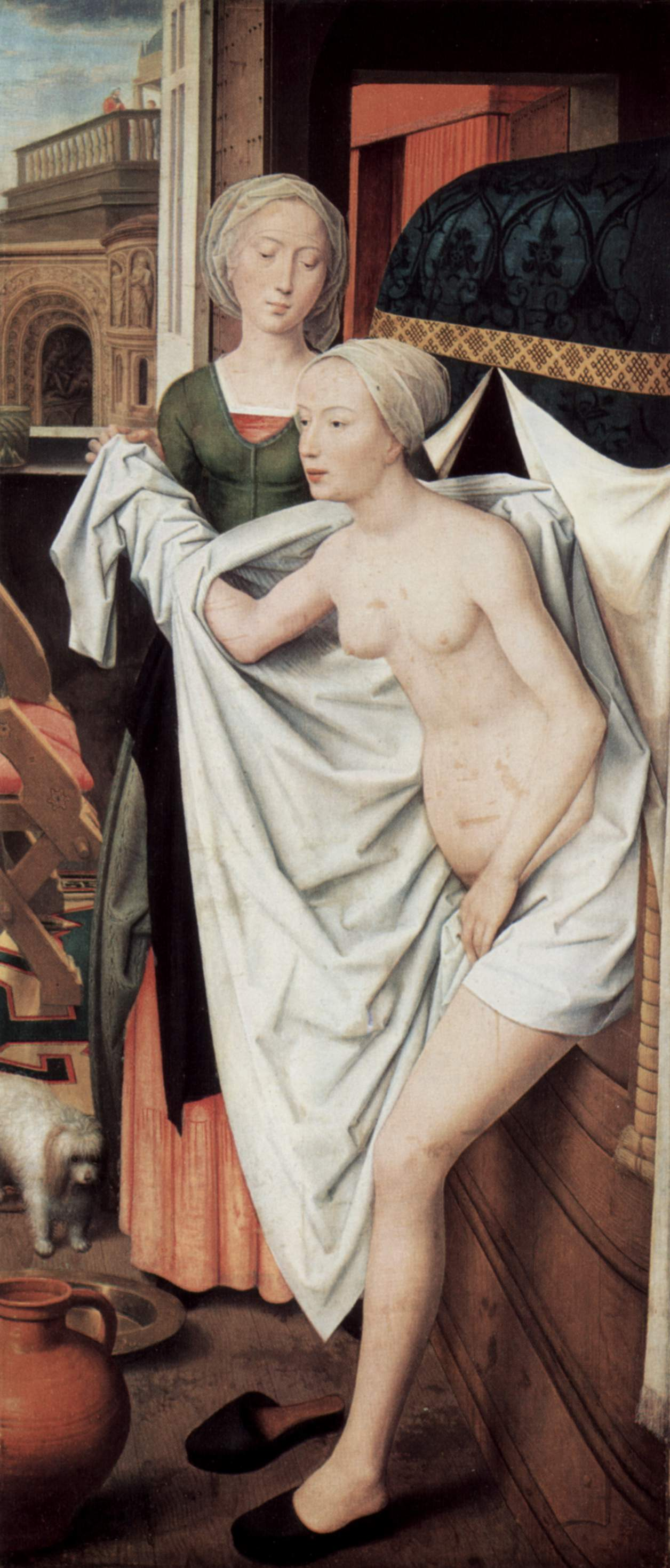
Hans Memling, Betszeba wychodząca z kąpieli
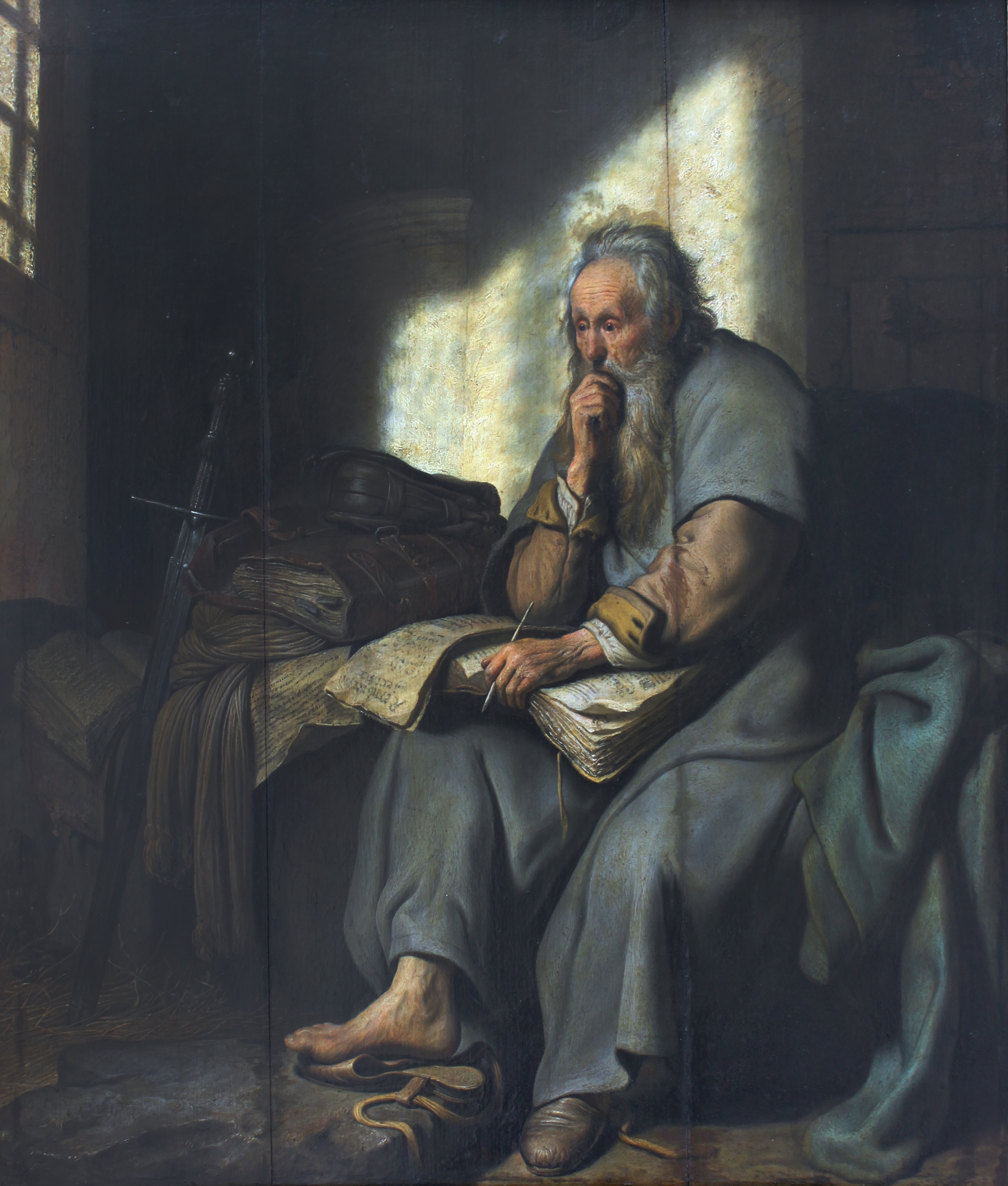
Rembrandt, Święty Paweł w więzieniu
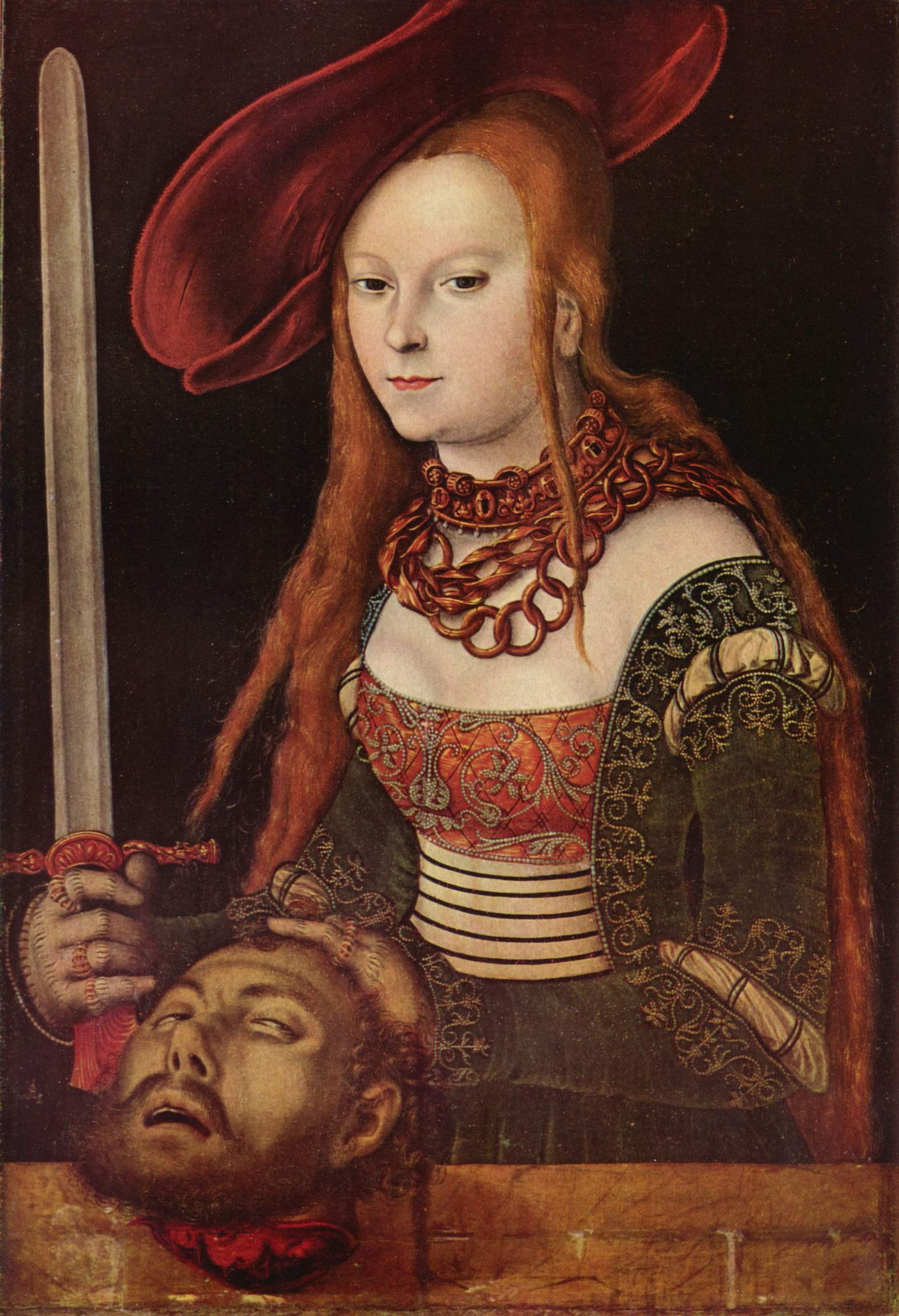
Lucas Cranach starszy, Judyta z głową Holofernesa
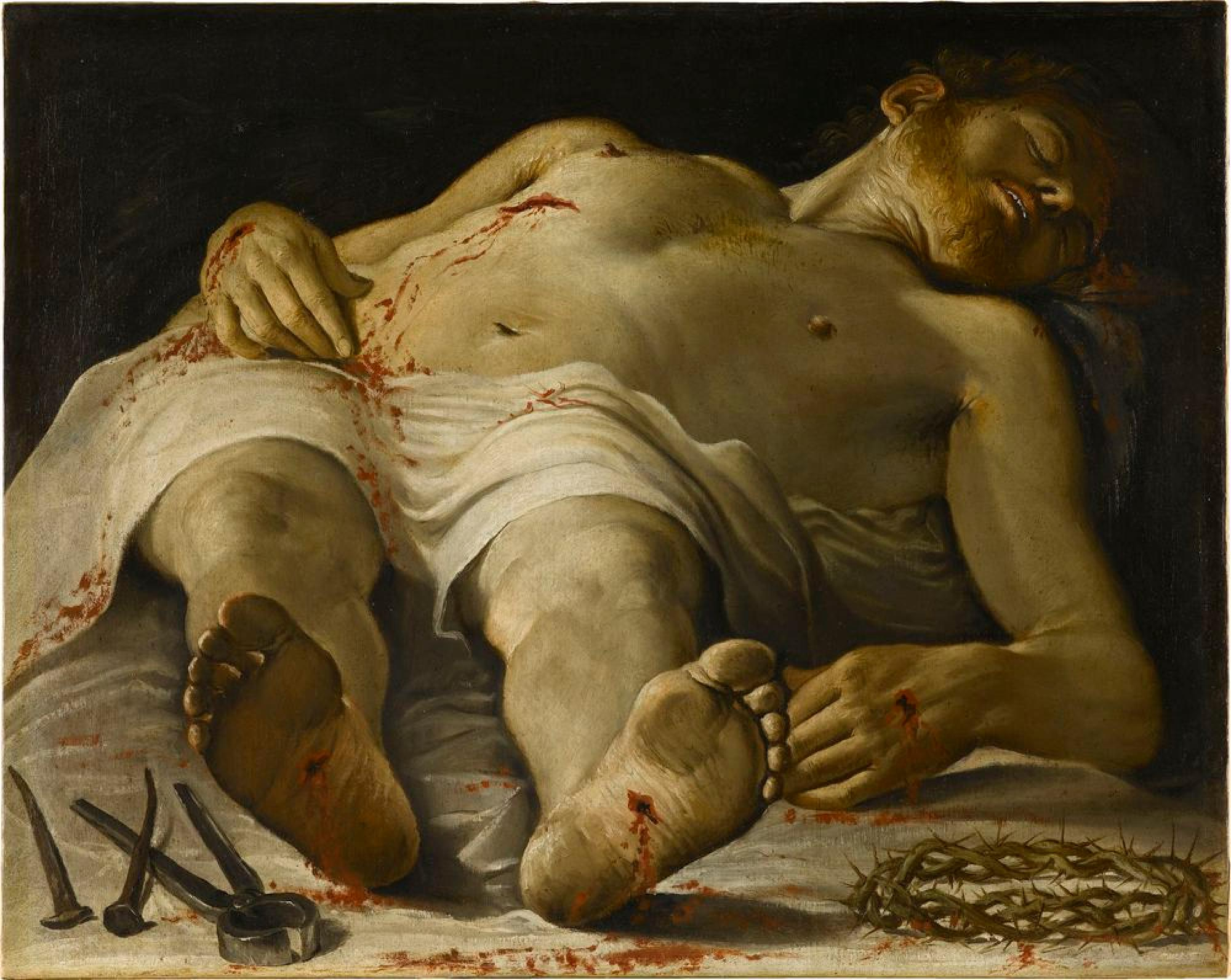
Annibale Carracci, Ciało Chrystusa
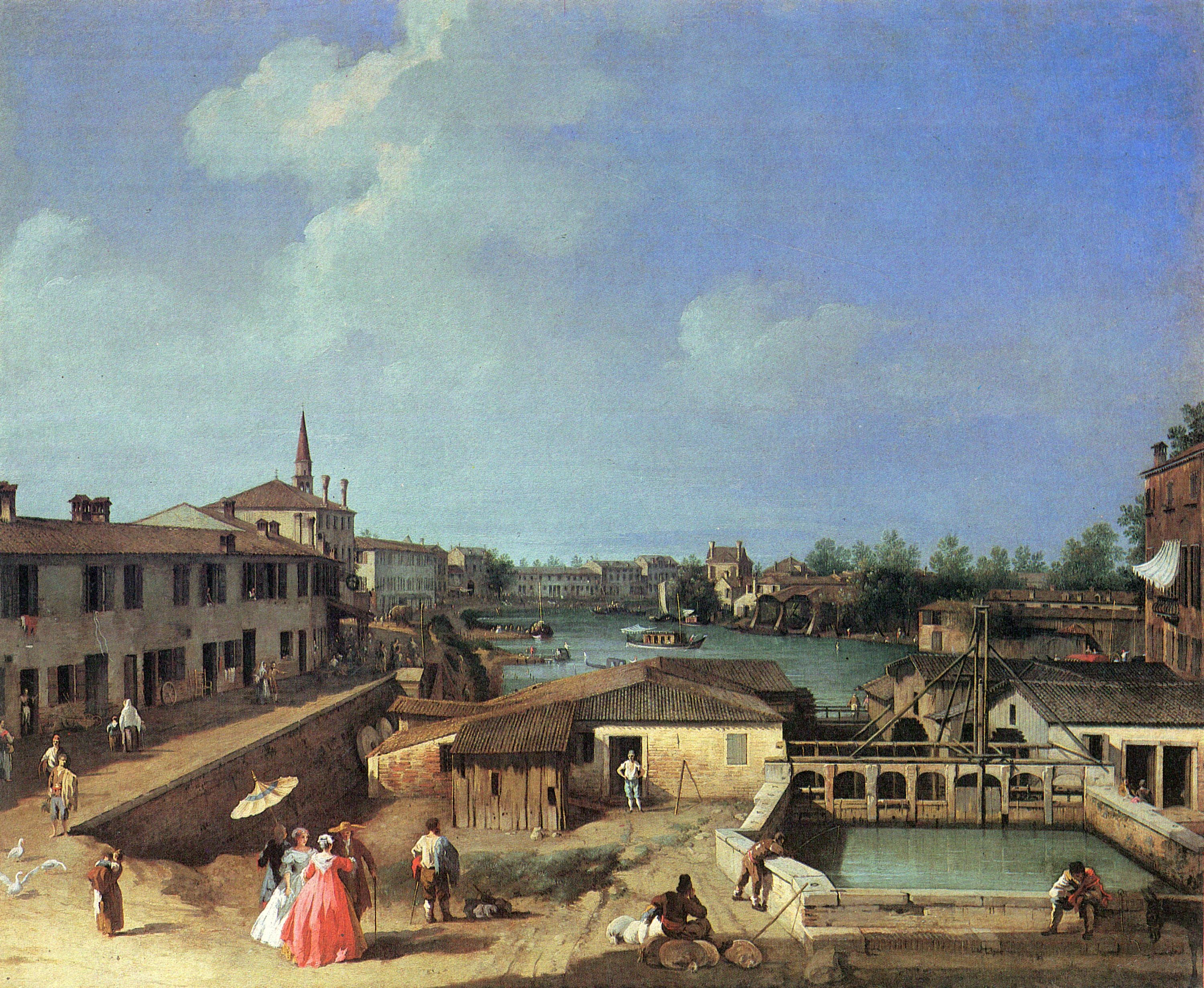
Canaletto, Widok na młyny na Brencie w Dolo